# Heinrich Hegmann
Heinrich Hegmann (* 4. April 1885 in Wardt; † 6. November 1970) war ein deutscher Politiker (Zentrum, später CDU).

## Ausbildung und Beruf
Heinrich Hegmann besuchte die Volksschule und machte auf Gütern eine landwirtschaftliche Ausbildung. Ab 1909 war er selbstständiger Landwirt auf dem elterlichen Tellemannshof in Wardt (heute Teil der Stadt Xanten).

## Politik
Heinrich Hegmann war von 1926 bis 1933 Mitglied der Deutschen Zentrumspartei und Mitglied im Preußischen Landtag von 1932 bis 1933. 1945 wurde er Mitglied der CDU. Von 1945 bis 1961 war er Kreistagsabgeordneter des Kreises Moers. Er fungierte ab 1946 als Vizepräsident des rheinischen Landwirtschaftsverbandes e. V. und ab 1948 als 1. Vizepräsident der Landwirtschaftskammer Rheinland. 1946 wurde er Mitglied des Provinzialrates Nordrhein.
Vom 2. Oktober 1946 bis zum 23. Juli 1966 war Heinrich Hegmann Mitglied des Landtags von Nordrhein-Westfalen. Zunächst als Mitglied des 1. Ernannten Landtags und 2. Ernannten Landtags von Nordrhein-Westfalen. In den 1., 2., 3., 4. und 5. Landtag von Nordrhein-Westfalen wurde er als Vertreter des Wahlkreises 42 (Moers Nord) jeweils direkt gewählt.
1960 wurde er Ehrenbürger von Wardt.